# 무원초등학교
무원초등학교는 대한민국 경기도 고양시에 있는 공립 초등학교이다.

## 학교 연혁
- 1994년 9월 1일 : 개교
- 1999년 4월 7일 :무원축구단 창단
- 2008년 10월 10일:과학실 현대화
- 2009년 3월 1일 :특수학급 다솜반 편성
- 2009년 3월 25일 :부설 영재학급 개설
- 2010년 10월 30일 :국민체육시설(인조잔디,우레탄트랙) 설치
- 2012년 2월 1일 :무지개반 햇살반 개설(돌봄교실)
- 2012년 6월 1일 :화장실 현대화
- 2016년 2월 5일 :교실 창호교체,교실 출입문 교체공사
- 2019년 1월 31일 :학년연구실 리모델링,방화문,난간 교체
- 2020년 1월 30일 :실내 도색,무원아트홀 설치
- 2020년 8월 27일 :과학실 도서실 교대및 책상 교체
- 2021년 10월 15일 :교실 암막 롤스크린 학생 책상 걸상 교체
- 2022년 2월 21일 :공기순환기 설치
- 2022년 8월 8일 :사물함 전체 교체 및 학생 창호교체
- 2022년 12월 30일 :제 29회 졸업
- 2023년 3월 2일 :일반학급 27학급 특수학급 1학급 편성
- 2023년 3월 15일 :체육관 급식소

완공

## 참고 자료
- 무원초등학교 - 한국교육학술정보원 학교알리미